# Anna Rosina Carlsson
Anna Rosina Carlsson, född Lindskog 1868 i Sala, död 1937 i Stockholm, var en svensk politiker (socialdemokrat). 
Hon var ledamot av folkhushållningskommissionens kvinnoråd 1916-1919. Hon var ledamot av husmodersförbundets centralstyrelse, och av dess dess arbetsutskott 1920-1937.
Hon var ordförande i Stockholms distriktsloge av nykterhetsorden Verdandi 1917-1918. Hon var ledamot av styrelsen för Sveriges riksloge 1917-1937, och dess vice ordförande 1922-1933. Hon var Vice ordförande i K.F.U.K:s hushållsskola 1918-1937. 
Carlsson var medlem i Socialdemokraterna. Hon var ordförande i Stockholms allmänna kvinnoklubb 1906-1921 och 1930-1933. Hon var ledamot Stadsfullmäktige i Stockholm 1919-1935 (för Arbetarepartiet 1919-1927, för Socialdemokraterna 1927-1935). Hon var suppleant i hälsovårdsnämnden 1920-1923, ledamot av lärlings- och yrkesskolestyrelsen 1920-1937, av Sjukhusstyrelsen 1923, och i Barnavårdsnämnden 1927-1937. Hon satt i kyrkofullmäktige i Hedvig Eleonora församling 1935-1937, och var Suppleant i skolrådet 1936-1937.
Hon var engagerad i rösträttsrörelsen.